# Jean Steiger
Jean Steiger (1891) è stato un allenatore di calcio e calciatore svizzero, di ruolo difensore.

## Carriera

### Calciatore
Nato nel 1891, secondo un articolo della Gazzetta dello Sport del 15 marzo 1919, lo svizzero Jean Steiger militò in gioventù nella squadra scolastica del Berna, di cui fu capitano e con cui prese parte ai campionati svizzeri di seconda e terza categoria, per poi essere promosso all'età di 17 anni in prima squadra con la quale militò per quattro stagioni consecutive nel campionato svizzero di prima categoria, giocando nel ruolo di ala destra prima e di terzino sinistro poi; nel 1911 passò all'International Football Club di Nizza con cui disputò per due anni il campionato francese di prima categoria (pur non superando mai la fase regionale) per poi trasferirsi nel 1913 in Italia dove militò per circa due anni nel Roman di Roma. Nel giugno 1914 passò all'Unione Sportiva Internazionale Napoli, divenendone socio; dopo una sosta in Svizzera durata alcuni mesi, nel 1915 Steiger tornò a Napoli per disputare il campionato 1914-1915. L'Internazionale vinse il campionato meridionale con una vittoria e un pareggio contro il Naples, ma la Federazione annullò le due partite mandandole a ripetere per le posizioni irregolari di Steiger e Pellizzoni. Steiger, comunque, una volta munitosi di regolare tessera, giocò anche le ripetizioni. La disputa del campionato fu poi interrotta a causa dell'entrata dell'Italia nella prima guerra mondiale. Continuò a militare nell'Internazionale di Napoli anche durante la prima guerra mondiale, disputando numerosi tornei regionali come la Coppa Internazionale e la Coppa Federale Campana e rivelandosi uno dei giocatori più talentuosi della compagine partenopea, di cui fu direttore sportivo e capitano: secondo un articolo della Gazzetta dello Sport del 15 marzo 1919 Steiger non avrebbe sfigurato in una squadra militante nel campionato dell'Alta Italia. Con la ripresa regolare del campionato nazionale a partire dalla stagione 1919-20, Steiger disputò altre 33 partite segnando 4 gol, stabilendo il record di presenze in una stagione per la squadra.
Nell'ottobre 1922, il club si unì al Naples Foot-Ball Club per formare il Foot-Ball Club Internazionale-Naples (che quattro anni dopo divenne l'attuale Società Sportiva Calcio Napoli). Steiger fu confermato nella rosa della prima squadra nel suo ruolo difensivo.

### Allenatore
Nella stagione 1927-1928, coadiuvato da una Commissione Tecnica, Jean Steiger allenò il Napoli in coppia con Mario Enrico Dodero (in qualità di "consulenti tecnici"), quindi, dopo le dimissioni di questi per mancanza di tempo da dedicare alla squadra, Steiger allenò la squadra da solo, anche se solo temporaneamente, essendo il segretario del sodalizio e non un vero e proprio allenatore; il Napoli intendeva esonerarlo e sostituirlo con Molnár, ma Steiger chiese e ottenne un mese di prova; alcuni giorni dopo, tuttavia, il Napoli perse la sua terza partita consecutiva, sconfitta che costò il posto a Steiger, che fu sostituito da Molnár. Steiger allenò il Nola nella primavera del 1929.